# Kerry Bishé

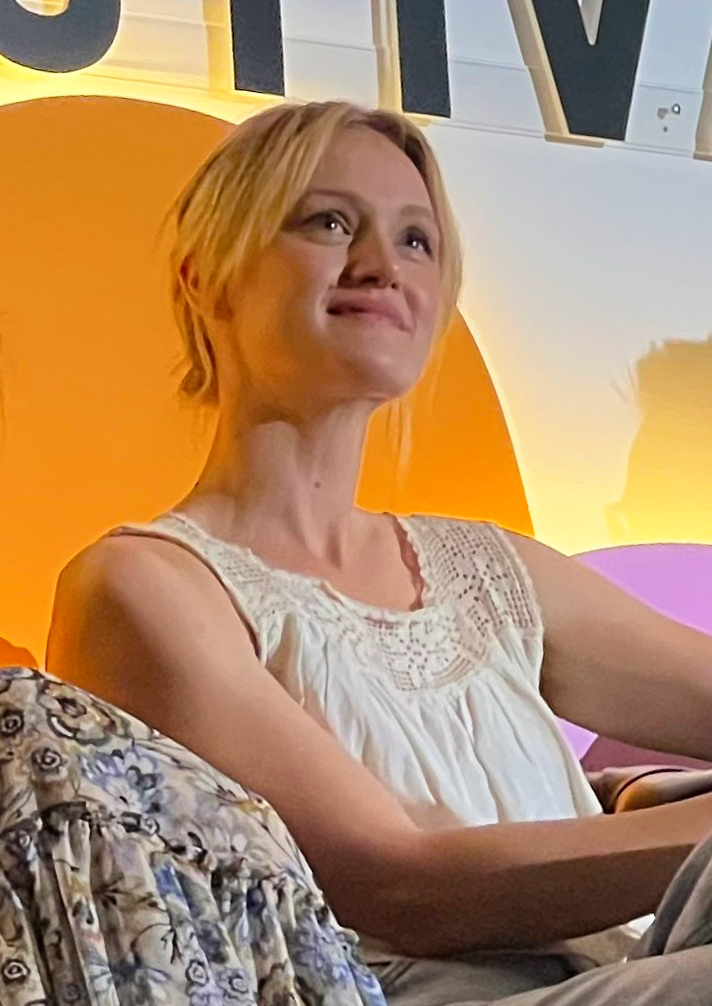
Kerry Bishé

Kerry Bishé est une actrice néo-zélandaise née le 1er mai 1984, principalement connue pour son rôle principal dans la série Halt and Catch Fire d'AMC. Ses autres rôles notables sont Lucy Bennett dans la neuvième saison de Scrubs et Kathy Stafford dans Argo.

## Biographie
Kerry Bishé est née le 1er mai 1984 en Nouvelle-Zélande. Peu de temps après, elle et sa famille ont déménagé à Glen Ridge, dans le New Jersey.
Elle est diplômée de la Montclair Kimberley Academy où son père, Kenneth Bishé enseignait les sciences sociales. Elle entre à l'Université Northwestern en 2002.

### Vie privée
Elle est en couple avec l'acteur Chris Lowell. Ils ont une fille, née en 2021.

## Filmographie

### Cinéma

#### Longs métrages
- 2007 : The Half Life of Mason Lake de Tim Lotesto : Sarah Rosen
- 2008 : The Lucky Ones de Neil Burger : Une femme
- 2008 : Sex and the City, le film (Sex and the City) de Michael Patrick King : Une femme
- 2008 : The Understudy de David Conolly et Hannah Davis : April
- 2009 : Maman, mode d'emploi (Motherhood) de Katherine Dieckmann : Une maman
- 2010 : Nice Guy Johnny d'Edward Burns : Brooke
- 2010 : Meskada de Josh Sternfeld : Emily Cordin
- 2011 : Red State de Kevin Smith : Cheyenne
- 2011 : Newlyweds d'Edward Burns : Linda
- 2012 : Argo de Ben Affleck : Kathy Stafford
- 2013 : Le Dernier Refuge (Goodbye World) de Denis Hennelly : Lily Palmer
- 2013 : Grand Piano d'Eugenio Mira (en) : Emma Selznick
- 2016 : Max Rose de Daniel Noah : Annie Rose
- 2016 : Rupture de Steven Shainberg : Dianne
- 2016 : The Ticket d'Ido Fluk : Jessica
- 2018 : How It Ends de David M. Rosenthal : Meg
- 2020 : The Evening Hourde Braden King : Lacy Cooper
- 2021 : Happily de BenDavid Grabinski : Janet

#### Courts métrages
- 2016 : Rise de David Karlak : Le robot
- 2016 : He Does Not Want Peace de Stephen Bozzo : Olivia Bacon

### Télévision

#### Séries télévisées
- 2009 : Life on Mars : Eve Flannery
- 2009 : Royal Pains : Emma Newberg
- 2009 - 2010 : Scrubs : Lucy Bennett
- 2014 - 2017 : Halt and Catch Fire : Donna Clark
- 2015 : Public Morals : Sarah
- 2016 : Billions : Elise
- 2017 : Narcos : Christina Jurado
- 2018 : The Romanoffs : Shelly Romanoff
- 2020 : Histoires fantastiques (Amazing Stories) : Mary Ann Whitaker
- 2020 : Penny Dreadful : City of Angels : Sœur Molly
- 2022 : Super Pumped, la face cachée d'Uber (Super Pumped : The Battle for Uber) : Austin Geidt

#### Téléfilms
- 2008 : Night Life de Zach Braff : Violet
- 2009 : Virtuality : Le Voyage du Phaeton (Virtuality) de Peter Berg : Billie Kashmiri

### Jeux vidéo
- 2019 : Telling Lies : Emma